# Florenzio Romano Protogene
Flavio Florenzio Romano Protogene (latino: Flavius Florentius Romanu Protogenes; fl. 448-451) è stato un politico bizantino dell'Impero romano d'Oriente.

## Biografia
Fu prefetto del pretorio d'Oriente per due volte, la seconda nel 448-449, poi console del 449; fu nominato patricius tra il 449 e il 451.
Durante la sua seconda prefettura ricevette una lettera da Teodoreto di Cirro, il quale era stato accusato di eresia e gli chiese di provvedere affinché avesse un processo equo. Tra l'8 e il 25 ottobre 451 partecipò ad alcune sedute del concilio di Calcedonia.